# نويل كرولي
نويل كرولي (بالإنجليزية: Noel Crowley)‏ هو لاعب قذف أيرلندي، ولد في 23 ديسمبر 1962 في وترفورد في جمهورية أيرلندا.